# Wybory parlamentarne na Wyspach Owczych w 2004 roku
Wybory parlamentarne na Wyspach Owczych, 2004 odbyły się 20 stycznia 2004. Często na Wyspach Owczych zdarza się, że nie ma ewidentnego zwycięzcy wyborów, tak było i tym razem, choć Farerska Partia Unii zdobyła największą liczbę głosów, ich liczba i tak nie przekroczyła nawet 25%, toteż musieli zadowolić się podobną liczbą miejsc co trzy inne partie, w tym Farerska Partia Republikańska, która dzięki specjalnemu systemowi przyznawania dodatkowych pięciu miejsc do pozostałych 27 do Løgting (parlamentu Wysp Owczych) zyskała najwięcej mandatów.
Przez brak możliwości samodzielnego rządzenia przez którąkolwiek z partii utworzona została koalicja, w której skład weszły: Partia Unii, Partia Socjaldemokratyczna oraz Partia Ludowa zbierając razem większościowe 21 miejsc w farerskim parlamencie. Premierem został po tych wyborach Jóannes Eidesgaard, ministerstwa zaś podzielono następująco: 3 ministerstwa (Handlu i Gospodarki, Edukacji i Kultury oraz Ministerstwo Spraw Wewnętrznych) przypadły Partii Ludowej, 2 (Finansów oraz Rybołówstwa) Partii Unii, a ostatnie (Zdrowia i Opieki Społecznej) Partii Socjaldemokratycznej. Wicepremierem został Minister Handlu i Gospodarki Bjarni Djurholm.
Wyniki tych wyborów przestały obowiązywać po wyborach 2008.

## Wyniki
| Nazwa partii                                    | Lider              | Głosy  | Procent | Mandaty | +/- |
| ----------------------------------------------- | ------------------ | ------ | ------- | ------- | --- |
| Partia Unii (Sambandsflokkurin)                 | Kaj Leo Johannesen | 7 501  | 23,7    | 7       | -1  |
| Partia Socjaldemokratyczna (Javnaðarflokkurin)  | Jóannes Eidesgaard | 6 921  | 21,8    | 7       | 0   |
| Partia Republikańska (Tjóðveldisflokkurin)      | Høgni Hoydal       | 6 890  | 21,7    | 8       | 0   |
| Partia Ludowa (Fólkaflokkurin)                  | Anfinn Kallsberg   | 6 530  | 20,6    | 7       | 0   |
| Partia Centralna (Miðflokkurin)                 | Álvur Kirke        | 1 661  | 5,2     | 2       | +1  |
| Partia Niepodległościowa (Sjálvstýrisflokkurin) | Kári P. Højgaard   | 1 461  | 4,6     | 1       | 0   |
| Partia Humorystyczna (Stuttligi Flokkurin)      | Johan Dalsgaard    | 747    | 2,4     | 0       | 0   |
| Suma                                            |                    | 31 711 | 95      | 32      | 0   |